# Sycophila pigra
Sycophila pigra är en stekelart som först beskrevs av Victor Ivanovitsch Motschulsky 1863.  Sycophila pigra ingår i släktet Sycophila och familjen kragglanssteklar. Inga underarter finns listade i Catalogue of Life.